# Mamelodi Sundowns Football Club
Maillots
Actualités
Le Mamelodi Sundowns Football Club est un club de football sud-africain fondé en 1970 et basé dans la ville de Pretoria. 
Depuis la création d'un championnat professionnel en Afrique du Sud en 1996-1997, le club détient le record du plus gros score face à Powerlines FC (24-0). En 2021, le club devient le premier en Afrique à avoir remporté la Ligue des champions de la CAF masculine et féminine.
Le propriétaire du Mamelodi Sundowns est le magnat milliardaire Patrice Motsepe. Le surnom du club, « les Brésiliens », est en référence à leur tenue, qui arbore les mêmes couleurs que l'équipe du Brésil.

## Histoire du club
Le club est fondé dans les années 60 à Marabastad au nord ouest de Pretoria, en 1970 il est officiellement enregistré à la fédération. En 1972, il joue en Federation Professional Soccer League qui deviendra en 1978 la National Professional Soccer League. En 1980, le club est relégué en deuxième division. En 1984, la séparation des races est abolie dans le sport, la National Soccer League est créée, en même temps Mamelodi Sundows est promu dans cette division et y remportera trois titres.
À la fin des années 1980, la Standard Bank achète le club, puis il est racheté par la société Twin Pharmaceutical Group.
En 1996 est créé la Premier Soccer League, le club termine la première saison de PSL à la 6e place, mais profite du retrait de Kaizer Chiefs pour se qualifier à la Coupe d'Afrique des vainqueurs de coupe de football 1998 où il ira jusqu'en huitièmes de finale.
Lors de la saison 1997-1998⁣⁣, les Mamelodi Sundowns remportent leur premier titre de champion de Premier Soccer League. Ils remportent également les deux saisons suivantes. En 2001, ils sont en finale de la Ligue des champions de la CAF battus par les Égyptiens d'Al Ahly.
En 2004, l'industriel Patrice Motsepe rachète 51 % du club, trois ans plus tard, il en deviendra le propriétaire.
Le club remporte les championnats 2005-2006 et 2006-2007 et rate de peu le doublé en 2007, étant battu en finale de la Coupe d'Afrique du Sud par Ajax Cape Town. Ensuite, pendant six saisons, le club ne gagnera rien, à part un titre de vice-champion en 2009-2010. En 2011, le vice-champion du monde Johan Neeskens prend les rênes de l'équipe, pour renouer avec le football offensif. Après 12 journées, lors de la saison suivante, il est renvoyé et remplacé par Pitso Mosimane en décembre 2012. Le club se trouvait à ce moment à l'avant-dernière place du championnat, il terminera la saison à la dixième place. La saison suivante, Pitso Mosimane conduira le club à la première place. Puis s'ouvrira avec lui une période de domination dans le football sud-africain avec cinq titres de champion d'affilée de 2018 à 2022.
Au niveau continental, le club remporte la Ligue des champions de la CAF 2016 et la Supercoupe d'Afrique en 2017. Lors de la Ligue des champions 2016, Mamelodi Sundowns est éliminé au deuxième tour, le club est reversé en Coupe de la confédération où il perd lors des barrages, mais le club est repêché en Ligue des champions à la suite d'une sanction contre le club congolais AS Vita Club. Les Downs battront en finale les Égyptiens de Zamalek grâce à une victoire à domicile au Lucas Masterpieces Moripe Stadium 3 à 0 (victoire 3 à 1 sur l'ensemble des deux matchs).

Mamelodi Sundowns 1-0 TP Mazembe (Finale de Supercoupe de la CAF 2017)

En 2022, le club conclut un accord pour figurer dans le jeu FIFA 23, c'est le seul club africain à faire son apparition dans le jeu.

## Stades
Les Mamelodi Sundowns jouent leurs matchs à domicile au Lucas Masterpieces Moripe Stadium un stade de 28 900 places, mais utilisent le plus souvent le Loftus Versfeld Stadium. Ils peuvent également utiliser le Tuks Stadium (en).

## Palmarès
| Compétitions nationales | Compétitions internationales |
| - Championnat d'Afrique du Sud (18) (record) - Champion : 1988, 1990, 1993, 1998, 1999, 2000, 2006, 2007, 2014, 2016, 2018, 2019, 2020, 2021, 2022, 2023, 2024 et 2025 - Vice-champion : 1991, 1995, 2010, 2015, 2017 - Coupe d'Afrique du Sud (6) - Vainqueur : 1986, 1998, 2008, 2015, 2020, 2022 - Finaliste : 1989, 2000, 2001, 2007, 2012 - Coupe de la Ligue (4) - Vainqueur : 1990, 1999, 2015, 2019 - Finaliste : 1997, 1998, 2007, 2012 - MTN 8 (en) (4) - Vainqueur : 1988, 1990, 2007, 2021 | - Ligue africaine de football (1) - Vainqueur : 2023 - Ligue des champions (1) - Vainqueur : 2016 - Finaliste : 2001 et 2025 - Supercoupe de la CAF (1) - Vainqueur : 2017 |

## Personnalités du club

### Entraîneurs
- Ted Dumitru (1997-1999) (2001-2002) (2009)
- Henri Michel (2008-2009)
- Hristo Stoitchkov (2009-2010)
- Johan Neeskens (2011-2012)
- Pitso Mosimane (2012-2020)[12]

## Fait divers
Deux contractants du club sont décédés en accident de voiture sans véhicule tiers en 2020 : Motjeka Madisha et Anele Ngcongca.